# Ryuichi Sugiyama
Ryuichi Sugiyama, född 4 juli 1941 i Shizuoka prefektur, Japan, är en japansk tidigare fotbollsspelare.
Han blev olympisk bronsmedaljör i fotboll vid sommarspelen 1968 i Mexico City.